# Primera B de Fútbol Femenino 2024 (Chile)
El Campeonato Nacional de la Primera B de Fútbol Femenino 2024 es la quinta edición del torneo de la Primera B de Fútbol Femenino de Chile.

## Sistema
El Campeonato se desarrollará en cuatro grupos, cuya composición está determinada de acuerdo a la ubicación geográfica del lugar de funcionamiento de sus ramas femeninas.
El Grupo Norte se disputará en 2 ruedas de 9 fechas cada una, debiendo finalizar la fase regular con 18 fechas disputadas.
El Grupo Centro Norte, el Grupo Centro Sur y el Grupo Sur desarrollarán su primera fase en dos ruedas de 10 fechas cada una, debiendo finalizar el torneo en su fase regular con 20 fechas, que se disputarán en la modalidad todos contra todos.

### Cuartos de final
Al finalizar la fase regular, el equipo que resulte primero de cada grupo clasificará directamente a la fase de cuartos de final o segunda fase de Ascenso Femenino 2024.
Los siguientes cuatro equipos se clasificarán a los cuartos de final de acuerdo al resultado que arroje la Tabla de Promedios 2024, que tendrá como factor de ordenamiento en la misma, la división entre los puntos obtenidos por los partidos jugados por cada equipo en su grupo, sin considerar en estos 4 equipos a los ganadores de grupo y se ordenarán según las reglas del Art. 70 siguiente.
De tal forma y con los equipos ya clasificados, los ganadores de grupo serán cabezas de serie mientras que sus rivales se determinarán por sorteo que se efectuará para tal efecto, ordenándose como sigue:
• Llave A: Primero Grupo Norte vs Sorteado 1.
• Llave B: Primero Grupo Centro Norte vs Sorteado 2.
• Llave C: Primero Grupo Centro Sur vs Sorteado 3.
• Llave D: Primero Grupo Sur vs Sorteado 4.
Estas llaves se jugarán en un partidos de ida y vuelta; siendo local en el partido de vuelta el equipo que haya obtenido el primer lugar de su grupo. Obtendrá su clasificación a Semifinal el equipo ganador de cada llave. En caso de empate en el marcador de alguna de las llaves de cuartos de final, clasificará a la semifinal en esa llave, el equipo que resulte ganador en una serie de lanzamientos penales, de acuerdo a las normas emitidas por el IFAB.

### Semifinales
Accederán a Semifinales los cuatro ganadores de las llaves de cuartos de final, ordenándose según su ubicación en la Tabla de Promedios 2024 y disputando la Semifinal de la siguiente manera:
• Semifinal 1:
Mejor ubicado Tabla de Promedios vs Cuarto mejor ubicado Tabla de Promedios.
• Semifinal 2:
Segundo mejor ubicado Tabla de Promedios vs Tercer mejor ubicado Tabla de Promedios.
Estas llaves se jugarán en un partidos de ida y vuelta y será local en el partido de vuelta, el equipo que haya obtenido mejor posición en la Tabla de Promedios 2024. En caso de empate, en el marcador final de alguna de las llaves de Semifinal, clasificará a la final en esa llave, el equipo que resulte ganador en una serie de lanzamientos penales, de acuerdo a las normas emitidas por el IFAB.

### Final
Se disputará en un partido único en que se enfrentarán los equipos ganadores de la Semifinal 1 y Semifinal 2, siendo local el equipo que haya obtenido mejor posición en la Tabla de Promedios 2024. Obtendrá el título de Campeonas 2024 el equipo que gane este partido en los 90 minutos reglamentarios. De no haber un ganador en el tiempo regular, el ganador se conocerá tras la realización de una serie de lanzamientos penales de acuerdo a la normativa fijada por la IFAB.
En el caso de que, por motivos del contrato de televisión o de seguridad, la ANFP decida trasladar uno o más partidos a otro escenario deportivo, el equipo local conservará sus derechos y obligaciones para todos los efectos, sin perjuicio de las normas sobre publicidad establecidas para recintos
neutrales.

### Ascenso 1 y 2
Ascenderán a Primera División 2025, los finalistas del torneo de Ascenso 2024. De acuerdo al detalle establecido en el Artículo 67° de estas Bases. El equipo Campeón 2024 será Ascenso 1 y el Subcampeón 2024 será Ascenso 2.

### Tercer Ascenso
El tercer cupo para ascender a la Primera División 2025 se disputará entre los 2 equipos que hayan perdido la Semifinal 1 y Semifinal 2 del Torneo de Ascenso 2024.
Este ascenso se disputará en partido único, siendo local el equipo que entre ambos clubes hubiera ocupado una mejor posición en la Tabla de Promedios.

## Relevos
| Pos | a Primera División |
| --- | ------------------ |
| 1.  | Everton            |
| 2.  | Unión Española     |

| Pos   | a Primera B    |
| ----- | -------------- |
| Prom. | Fernández Vial |
| 7.°   | O'Higgins      |

| Pos   | Retirados             |
| ----- | --------------------- |
| Prom. | Deportes Puerto Montt |
| Ret.  | Deportes Melipilla    |
| Ret.  | Lautaro de Buin       |
| Ret.  | Deportes Valdivia     |

## Información
| Equipo               | Ciudad                                     | Entrenador        | Estadio                                  |
| -------------------- | ------------------------------------------ | ----------------- | ---------------------------------------- |
| Barnechea            | Santiago (Lo Barnechea y Estación Central) | Rodrigo Araya     | Estadio Club Deportivo Villa Corhabit    |
| Cobreloa             | Calama                                     | Luis Alegría      | Estadio Zorros del Desierto              |
| Curicó Unido         | Curicó                                     | Miguel Ormazábal  | Complejo Deportivo Raúl Narváez Gómez    |
| Deportes Copiapó     | Copiapó                                    | Raúl Carrizo      | Estadio Luis Valenzuela Hermosilla       |
| Deportes La Serena   | La Serena                                  | Diego Álvarez     | Estadio La Portada                       |
| Deportes Limache     | Limache                                    | Octavio Zuleta    | Estadio Municipal Ángel Navarrete Candia |
| Deportes Recoleta    | Santiago (Recoleta y Quinta Normal)        | Dany Vargas       | Estadio Municipal Bernardo O'higgins     |
| Deportes Santa Cruz  | Santa Cruz                                 | Christian Benítez | Estadio Municipal Joaquín Muñoz García   |
| Deportes Temuco      | Temuco                                     | Mauricio Gatica   | Complejo M11 Labranza                    |
| Fernández Vial       | Concepción (Hualqui)                       | Sebastián Ortiz   | Estadio Municipal de Hualqui             |
| Huachipato           | Talcahuano                                 | Daisy Mardones    | Estadio El Morro                         |
| Magallanes           | Santiago (San Bernardo)                    | Guillermo Velozo  | Estadio Municipal Luis Navarro Avilés    |
| Ñublense             | Chillán                                    | Fernando Arteaga  | Complejo Paso Alejo                      |
| O'Higgins            | Rancagua                                   | Manuel Alarcón    | Monasterio Celeste                       |
| Rangers              | Talca                                      | Gonzalo Núñez     | Estadio Fiscal de Talca                  |
| San Luis de Quillota | Quillota                                   | Pablo Bolados     | Estadio Municipal Lucio Fariña Fernández |
| San Marcos de Arica  | Arica                                      | Fernando Cerón    | Complejo Valle Nuevo                     |
| Santiago Wanderers   | Valparaíso                                 | Mario Vera        | Complejo Deportivo de Mantagua           |
| Unión La Calera      | La Calera (Hijuelas)                       | Leonardo González | Complejo Mirador de la Febre             |
| Unión San Felipe     | San Felipe                                 | Juan Carlos Solís | Complejo Deportivo Unión San Felipe      |

## Fase Zonal

### Zona Norte
| Pos. | Equipo              | Pts. | PJ | G | E | P | GF | GC | Dif. |  |
| ---- | ------------------- | ---- | -- | - | - | - | -- | -- | ---- |  |
| 1    | Deportes La Serena  | 31   | 18 | 9 | 4 | 5 | 26 | 21 | +5   |  |
| 2    | Cobreloa            | 25   | 18 | 6 | 7 | 5 | 28 | 27 | +1   |  |
| 3    | San Marcos de Arica | 21   | 18 | 6 | 6 | 6 | 27 | 26 | +1   |  |
| 4    | Deportes Copiapó    | 17   | 18 | 4 | 5 | 9 | 22 | 29 | −7   |  |

Actualizado a los partidos jugados el 17 de agosto de 2024.
 Fuente: ANFP y Campeonato Chileno
     Accede a los cuartos de final.
| Sentencias                                    |
| --------------------------------------------- |
| - Reducción de 3 puntos a San Marcos de Arica |

### Zona Centro Norte
| Pos. | Equipo               | Pts. | PJ | G  | E | P  | GF | GC | Dif. |  |
| ---- | -------------------- | ---- | -- | -- | - | -- | -- | -- | ---- |  |
| 1    | Santiago Wanderers   | 48   | 16 | 16 | 0 | 0  | 76 | 6  | +70  |  |
| 2    | Deportes Limache     | 26   | 16 | 8  | 2 | 6  | 28 | 17 | +11  |  |
| 3    | Unión La Calera      | 21   | 16 | 6  | 3 | 7  | 23 | 19 | +4   |  |
| 4    | Unión San Felipe     | 19   | 16 | 6  | 1 | 9  | 18 | 43 | −25  |  |
| 5    | San Luis de Quillota | 2    | 16 | 0  | 2 | 14 | 10 | 70 | −60  |  |

Actualizado a los partidos jugados el 18 de agosto de 2024.
 Fuente: ANFP y Campeonato Chileno
     Accede a los cuartos de final.

### Zona Centro Sur
| Pos. | Equipo              | Pts. | PJ | G  | E | P  | GF | GC  | Dif. |  |
| ---- | ------------------- | ---- | -- | -- | - | -- | -- | --- | ---- |  |
| 1    | Magallanes          | 38   | 16 | 12 | 2 | 2  | 71 | 7   | +64  |  |
| 2    | O'Higgins           | 38   | 16 | 12 | 2 | 2  | 62 | 11  | +51  |  |
| 3    | Deportes Recoleta   | 29   | 16 | 9  | 2 | 5  | 58 | 25  | +33  |  |
| 4    | Barnechea           | 12   | 16 | 4  | 0 | 12 | 21 | 69  | −48  |  |
| 5    | Deportes Santa Cruz | 0    | 16 | 0  | 0 | 16 | 4  | 104 | −100 |  |

Actualizado a los partidos jugados el 16 de agosto de 2024.
 Fuente: ANFP y Campeonato Chileno
     Accede a los cuartos de final.

### Zona Sur
| Pos. | Equipo          | Pts. | PJ | G  | E | P  | GF | GC | Dif. |  |
| ---- | --------------- | ---- | -- | -- | - | -- | -- | -- | ---- |  |
| 1    | Huachipato      | 47   | 20 | 15 | 2 | 3  | 46 | 15 | +31  |  |
| 2    | Fernández Vial  | 33   | 20 | 13 | 3 | 4  | 41 | 16 | +25  |  |
| 3    | Rangers         | 27   | 20 | 8  | 3 | 9  | 26 | 28 | −2   |  |
| 4    | Ñublense        | 19   | 20 | 5  | 4 | 11 | 20 | 38 | −18  |  |
| 5    | Deportes Temuco | 18   | 20 | 4  | 6 | 10 | 21 | 34 | −13  |  |
| 6    | Curicó Unido    | 17   | 20 | 5  | 2 | 13 | 24 | 47 | −23  |  |

Actualizado a los partidos jugados el 18 de agosto de 2024.
 Fuente: ANFP y Campeonato Chileno
     Accede a los cuartos de final.
| Sentencias                               |
| ---------------------------------------- |
| - Reducción de 9 puntos a Fernández Vial |

## Tabla de Promedios
| Pos. | Equipo               | Pts. | PJ | Prom. |
| ---- | -------------------- | ---- | -- | ----- |
| 1.º  | Santiago Wanderers   | 48   | 16 | 3.00  |
| 2.º  | Magallanes           | 38   | 16 | 2.37  |
| 3.º  | O'Higgins            | 38   | 16 | 2.37  |
| 4.º  | Huachipato           | 47   | 20 | 2.35  |
| 5.º  | Deportes Recoleta    | 29   | 16 | 1.81  |
| 6.º  | Deportes La Serena   | 31   | 18 | 1.72  |
| 7.º  | Fernández Vial       | 33   | 20 | 1.65  |
| 8.º  | Deportes Limache     | 26   | 16 | 1.62  |
| 9.º  | Cobreloa             | 25   | 18 | 1.38  |
| 10.º | Rangers              | 27   | 20 | 1.35  |
| 11.º | Unión La Calera      | 21   | 16 | 1.31  |
| 12.º | Unión San Felipe     | 19   | 16 | 1.18  |
| 13.º | San Marcos de Arica  | 21   | 18 | 1.16  |
| 14.º | Ñublense             | 19   | 20 | 0.95  |
| 15.º | Deportes Copiapó     | 17   | 18 | 0.94  |
| 16.º | Deportes Temuco      | 18   | 20 | 0.90  |
| 17.º | Curicó Unido         | 17   | 20 | 0.85  |
| 18.º | Barnechea            | 12   | 16 | 0.75  |
| 19.º | San Luis de Quillota | 2    | 16 | 0.12  |
| 20.º | Deportes Santa Cruz  | 0    | 15 | 0.00  |

     Accede a la Fase Final.

## Fase Final

### Clasificadas
| 1° Zona Norte        | Deportes La Serena |
| 1° Zona Centro Norte | Santiago Wanderers |
| 1° Zona Centro Sur   | Magallanes         |
| 1° Zona Sur          | Huachipato         |

| 1° Tabla Promedios | O'Higgins         |
| 2° Tabla Promedios | Deportes Recoleta |
| 3° Tabla Promedios | Fernández Vial    |
| 4° Tabla Promedios | Deportes Limache  |

### Cuadro
|  | 4.tos de Final     | 4.tos de Final     | 4.tos de Final    | 4.tos de Final    |   |                    | Semifinal          | Semifinal | Semifinal | Semifinal |            |                    | Final              | Final             | Final |  |
|  |                    |                    |                   |                   |   |                    |                    |           |           |           |            |                    |                    |                   |       |  |
|  |                    |                    |                   |                   |   |                    |                    |           |           |           |            |                    |                    |                   |       |  |
|  | Deportes La Serena | Deportes La Serena | 0                 | 0                 |   |                    |                    |           |           |           |            |                    |                    |                   |       |  |
|  | Deportes La Serena | Deportes La Serena | 0                 | 0                 |   |                    |                    |           |           |           |            |                    |                    |                   |       |  |
|  | Deportes Recoleta  | Deportes Recoleta  | 3                 | 0                 |   |                    |                    |           |           |           |            |                    |                    |                   |       |  |
|  | Deportes Recoleta  | Deportes Recoleta  | 3                 | 0                 |   | Santiago Wanderers | Santiago Wanderers | 2         | 2         |           |            |                    |                    |                   |       |  |
|  |                    |                    |                   |                   |   | Santiago Wanderers | Santiago Wanderers | 2         | 2         |           |            |                    |                    |                   |       |  |
|  |                    |                    | Deportes Recoleta | Deportes Recoleta | 3 | 0                  |                    |           |           |           |            |                    |                    |                   |       |  |
|  | Santiago Wanderers | Santiago Wanderers | Deportes Recoleta | Deportes Recoleta | 3 | 0                  | 3                  | 2         |           |           |            |                    |                    |                   |       |  |
|  | Santiago Wanderers | Santiago Wanderers |                   |                   |   |                    |                    |           |           |           |            |                    |                    |                   |       |  |
|  | Fernández Vial     | Fernández Vial     | 3                 | 0                 |   |                    |                    |           |           |           |            |                    |                    |                   |       |  |
|  | Fernández Vial     | Fernández Vial     | 3                 | 0                 |   |                    |                    |           |           |           |            | Santiago Wanderers | Santiago Wanderers | 0                 |       |  |
|  |                    |                    |                   |                   |   |                    |                    |           |           |           |            | Santiago Wanderers | Santiago Wanderers | 0                 |       |  |
|  |                    |                    | Huachipato        | Huachipato        | 3 |                    |                    |           |           |           |            |                    |                    |                   |       |  |
|  | Magallanes         | Magallanes         | Huachipato        | Huachipato        | 3 | 1                  | 2 (3)              |           |           |           |            |                    |                    |                   |       |  |
|  | Magallanes         | Magallanes         |                   |                   |   |                    |                    |           |           |           |            |                    |                    |                   |       |  |
|  | O'Higgins          | O'Higgins          | 2                 | 1 (1)             |   |                    |                    |           |           |           |            |                    |                    |                   |       |  |
|  | O'Higgins          | O'Higgins          | 2                 | 1 (1)             |   | Magallanes         | Magallanes         | 0         | 1         |           |            | 3.er Lugar         | 3.er Lugar         | 3.er Lugar        |       |  |
|  |                    |                    |                   |                   |   | Magallanes         | Magallanes         | 0         | 1         |           |            | 3.er Lugar         | 3.er Lugar         | 3.er Lugar        |       |  |
|  |                    |                    | Huachipato        | Huachipato        | 2 | 2                  |                    |           |           |           |            |                    |                    |                   |       |  |
|  | Huachipato         | Huachipato         | Huachipato        | Huachipato        | 2 | 2                  | 4                  | 2         |           |           | Magallanes | Magallanes         | 1 (1)              |                   |       |  |
|  | Huachipato         | Huachipato         |                   |                   |   |                    |                    |           |           |           | Magallanes | Magallanes         | 1 (1)              |                   |       |  |
|  | Deportes Limache   | Deportes Limache   | 1                 | 0                 |   |                    |                    |           |           |           |            |                    | Deportes Recoleta  | Deportes Recoleta | 1 (3) |  |
|  | Deportes Limache   | Deportes Limache   | 1                 | 0                 |   |                    |                    |           |           |           |            |                    | Deportes Recoleta  | Deportes Recoleta | 1 (3) |  |
|  |                    |                    |                   |                   |   |                    |                    |           |           |           |            |                    |                    |                   |       |  |

### Ascendidas
| Campeona                        |
| ------------------------------- |
| Bandera de la Región del Biobío |
| Huachipato                      |

| Subcampeona                        |
| ---------------------------------- |
| Bandera de la Región de Valparaíso |
| Santiago Wanderers                 |

| Tercera                                        |
| ---------------------------------------------- |
| Bandera de la Región Metropolitana de Santiago |
| Deportes Recoleta                              |

## Goleadoras
Actualizado el: 18 de octubre de 2024

Fuente: 
| Jugadora               | Equipo              | Goles |
| ---------------------- | ------------------- | ----- |
| Viviana Torres         | Huachipato          | 23    |
| Alejandra Manzo        | O'Higgins           | 15    |
| Romina Orellana        | Santiago Wanderers  | 15    |
| Jazmín Gallardo        | Fernández Vial      | 14    |
| Catalina Martabit      | Magallanes          | 14    |
| Estéfany Vargas        | Magallanes          | 14    |
| Verónica Riquelme      | Deportes Recoleta   | 12    |
| Bianca Aguilera        | San Marcos de Arica | 12    |
| Guadalupe Donato       | Santiago Wanderers  | 12    |
| Jilary Gamboa          | Cobreloa            | 11    |
| Paulette Marcell       | Magallanes          | 11    |
| Aylin Díaz             | Deportes Recoleta   | 10    |
| Paloma Bermúdez        | Magallanes          | 10    |
| Fernanda Garrido       | O'Higgins           | 10    |
| Nélyda Davies          | Deportes Recoleta   | 9     |
| Catalina Celis         | O'Higgins           | 9     |
| Victoria Herrera       | O'Higgins           | 9     |
| Bárbara Quezada        | Deportes Limache    | 8     |
| Natalia Mariñelarena   | Deportes Limache    | 8     |
| Daniela Muñoz          | Deportes Recoleta   | 8     |
| Loreto Rojas           | Deportes Recoleta   | 8     |
| Madeline Díaz          | Santiago Wanderers  | 8     |
| María Gracia Rosales   | Santiago Wanderers  | 8     |
| Marinka Huircán        | Santiago Wanderers  | 8     |
| Elena Cortés           | Deportes La Serena  | 7     |
| Salomé Robledo         | Deportes La Serena  | 7     |
| Scarlett Carocca       | Huachipato          | 7     |
| Nayareth Salazar       | Magallanes          | 7     |
| María Fernanda Vásquez | Rangers             | 7     |
| María Dana Fuentes     | Santiago Wanderers  | 7     |
| Tamara Miranda         | Santiago Wanderers  | 7     |
| Karen Elgueta          | Unión San Felipe    | 7     |

### Autogoles
Fecha de actualización: 27 de julio de 2024.
| Jugadora             | Equipo         | Favorecido         | Anotado | Fecha |
| -------------------- | -------------- | ------------------ | ------- | ----- |
| Constanza Toledo     | Huachipato     | Ñublense           | 1       | 6     |
| Constanza Villanueva | Ñublense       | Curicó Unido       | 1       | 14    |
| Noelia Sandoval      | Ñublense       | Fernández Vial     | 1       | 17    |
| Krystell Muñoz       | Fernández Vial | Santiago Wanderers | 1       | 21    |